# Barga Jazz

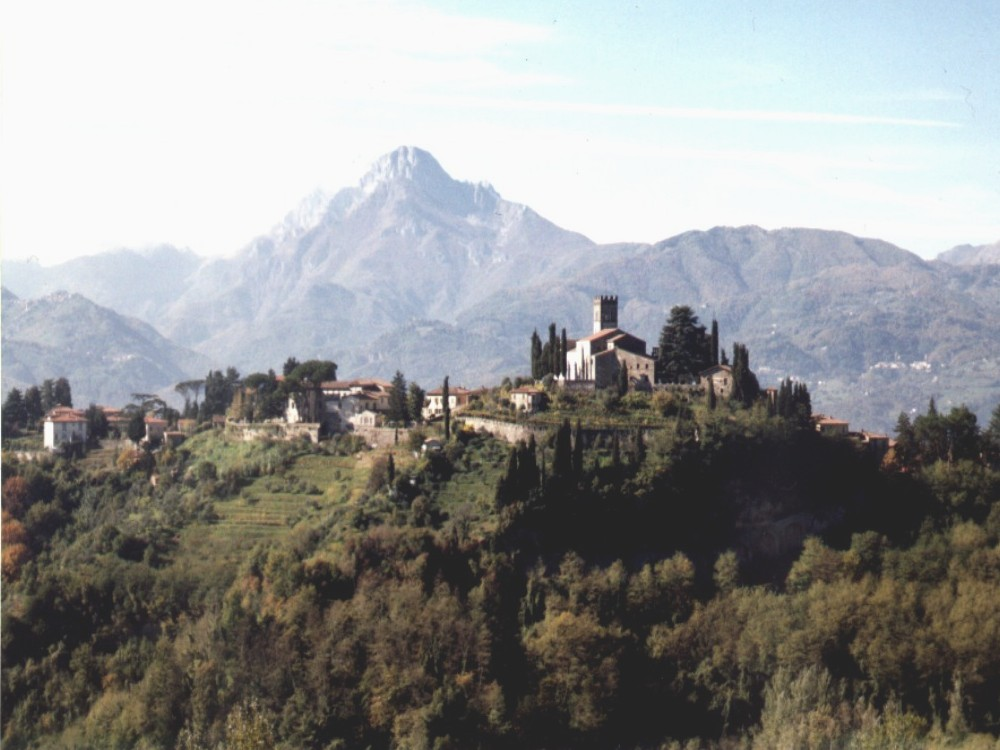
Barga

Barga Jazz is een jazzfestival in Barga, in de provincie Lucca, in Toscane, Midden-Italië.
De eerste aflevering had plaats in 1986. Een onderdeel van het festival is een competitie voor composities en arrangementen voor het Barga Jazz Orchestra.